# Provincialisme
 (avril 2024).
Un provincialisme est un concept caractérisé par des traits particuliers à une ou des provinces ou à ses habitants (dits provinciaux), en France. Une opposition de ces traits particuliers avec ceux de la capitale Paris peut également être évoquée. Il peut ainsi y avoir plusieurs provincialismes. 
Au Canada, provincialisme se réfère aux provinces dans le cadre du Fédéralisme canadien.

## Origine du mot
Après les provinces de l'Empire romain, puis les provinces de l'Église catholique, et diverses circonscriptions selon le pays, le terme
province(s) a désigné , sous l'Ancien Régime, les divisions administratives du royaume de France. 
Elles ont été remplacées par les départements français en 1789, complétés par les régions françaises au XXe siècle. Provincialisme et province(s) concernent de nos jours la France métropolitaine (ses anciennes provinces) hors région parisienne (région Île-de-France).

## Langue
Provincialisme désigne, dans le domaine linguistique, une prononciation, un mot ou une expression, particuliers à une province et qui ne sont pas en usage à Paris.  Synonyme de Régionalisme (linguistique).
Les différentes langues régionales (ou provinciales) parlées notamment dans le Midi de la France, en Bretagne, dans de nombreuses provinces dont elles portent souvent le nom, et d'usage courant jusqu’au XXe siècle étaient trop différentes du français de la capitale pour y être perçues comme correctes aux oreilles parisiennes.

## Littérature et médias
Dans le domaine littéraire, le terme peut faire référence à deux attitudes contraires :
- Provincialisme désigne (en France, depuis la fin du XIXe siècle) des œuvres orientées vers la description ou la mise en valeur des particularités d'une province. Synonyme de régionalisme (littérature) pour une région.
- Le provincialisme a été pris pour cible, avec un sens péjoratif, par le parisianisme. Des articles de journaux nationaux, donc parisiens, continuent à employer le terme dans un sens péjoratif[2] aussi ouverts se veulent-ils aux cultures du monde entier.

## «Petite patrie»
Le provincialisme est aussi une attitude favorable à une province, souvent celle de naissance, à laquelle le provincialiste (adepte, partisan du provincialisme) est attaché et qu’il veut promouvoir ou défendre, notamment face à l’État centralisateur.
On peut classer parmi les provincialistes, des érudits passionnés qui mènent des recherches scientifiques, historiques ou littéraires locales.